# Střední průmyslová škola strojnická, škola hlavního města Prahy
Střední průmyslová škola strojnická, škola hlavního města Prahy je nejstarší střední průmyslovou školou v České republice s tradicí již od roku 1837. Sídlí v historickém centru Prahy v Betlémské ulici.
Škola nabízí studium v těchto čtyřletých maturitních oborech:
- 18-20-M/01 Informační technologie – zaměření počítačové aplikace
- 78-42-M/01 Technické lyceum
- 23-41-M/01 Strojírenství – zaměření počítačová podpora konstruování CAD
- 23-41-M/01 Strojírenství – zaměření technické vybavení budov
- 23-41-M/01 Strojírenství – zaměření ekonomické

Studium je vedeno tak, aby se absolventi mohli uplatnit především ve středních technickohospodářských funkcích, a to v odvětví strojírenství (popř. v příbuzných technických odvětvích) při zajišťování projektové, konstrukční a technologické stránky výrobního procesu apod. V oblasti péče o provozuschopnost strojů, zařízení, dopravních prostředků apod. mohou nalézt uplatnění jak v podnicích strojírenských, tak i v nejrůznějších podnicích nestrojírenských odvětví (např. energetiky, stavebnictví, dopravy, zemědělství aj.). Mohou se také uplatnit ve sféře drobného soukromého podnikání.
Zřizovatelem je kraj, tj. hlavní město Praha.

## Historie školy
Jako rok vzniku této školy se uvádí letopočet 1837, kdy vlastenecký spolek Jednota pro podporu průmyslu v Čechách založil nedělní průmyslovou školu ve svém sídle v Rytířské ulici. Hned v prvním roce se přihlásilo na 400 studentů a tak výuka probíhala i částečně v Klementinu a v budově techniky v Husově ulici.
O dvacet let později mohl jednatel Jednoty profesor Balling s podporou dalších vlastenců (například i Karla Havlíčka Borovského) otevřít úplnou průmyslovou školu. Jejím prvním ředitelem se stal známý přírodovědec a profesor Univerzity Karlovy Jan Evangelista Purkyně. Až do roku 1885, kdy byly otevřeny průmyslové školy v Brně (dnes SPŠ a VOŠ technická) a Plzni (dnes SPŠS), se jedná o jedinou českou školu tohoto druhu.
Po několika stěhování do různých budov v Praze se škola roku 1890 natrvalo usídlila v nově postavené budově v Betlémské ulici, kde sídlí dodnes. V této době je škola organizována jako čtyřletá vyšší strojnická a stavitelská škola.
Postupem času se od této školy v roce 1945 oddělila Střední průmyslová škola stavební Josefa Gočára a v roce 1952 Masarykova střední škola chemická v Křemencově ulici.
Od roku 1975, kdy byla na škole zřízena specializace na NC stroje, se škola postupně zaměřuje na výuku ovládání počítačem řízených výrobních strojů a obecně zapojení počítačů do výroby.

## Kantoři
Na škole působilo mnoho vyučujících, podle jejichž učebnic se vyučovalo i na ostatních SPŠ strojnických v republice. Výběr:
- Josef Švercl – Technické kreslení, Deskriptivní geometrie
- Miroslav Hluchý – Strojírenská technologie
- Antonín Řeřábek – Stavba a provoz strojů

## Absolventi
- František Janeček (1878–1941) – zakladatel firmy Jawa
- Stanislav Hanzl (1938–1996) – rektor ČVUT
- Pavel Sedláček (* 1941) – rockový hudebník Semaforu
- Ivan Mládek (* 1942) – zpěvák a hudebník
- Michal Čakrt (* 1950) – psycholog, absolvent Harvardovy univerzity
- Jiří Dienstbier mladší (* 1969) – senátor, kandidát na prezidenta ČR